# Angelina (protista)
Angelina es un género de foraminífero bentónico considerado homónimo posterior de Angelina Salter, 1859, y sustituido por Altineria, el cual ha sido considerado a su vez un sinónimo posterior de Pseudovidalina de la Subfamilia Aulotortinae, de la Familia Involutinidae, del Suborden Involutinina y del Orden Involutinida. Su especie tipo es Angelina alpinotaurica. Su rango cronoestratigráfico abarca el Lopingiense (Pérmico superior).

## Discusión
Clasificaciones más recientes hubiesen incluido Angelina en la Subfamilia Pseudovidalininae, de la Familia Pseudovidalinidae, de la Superfamilia Lasiodiscoidea, del Suborden Archaediscina, del Orden Archaediscida, de la Subclase Afusulinana y de la Clase Fusulinata.

## Clasificación
Angelina incluye a la siguiente especie:
- Angelina alpinotaurica †